# Калликрат (приближённый Александра Македонского)
Калликрат (др.-греч. Καλλικράτης, IV век до н. э.) — приближённый Александра Македонского, которому была поручена охрана сокровищницы в Сузах.

По замечанию канадского учёного В. Хеккеля, о происхождении Калликрата исторические источники не сообщают, возможно, он был греком. Калликрат сопровождал Александра Македонского в походе на Восток. После занятия в 331 году столицы Элама Суз македонский царь, по свидетельству Курция Руфа, поручил Калликрату охрану сокровищницы. В этом городе, являющемся одной из столиц персидской империи, издавна находились накопленные ахеменидскими владыками огромные богатства: по словам древних историков, македонянам одних только талантов золота и серебра досталось несколько десятков тысяч, не считая другого имущества. А. С. Шофман подчеркивал, что обычно Александр изымал из компетенции своих наместников финансовые полномочия и оставлял рядом с ними специальных чиновников, занимавшихся взиманием контрибуции и налогов: Никий в Лидии, Асклепиодор в Вавилоне, Тиридат в Персиде и Калликрат в Сузиане. Это существенно ограничивало поползновения сатрапов к самостоятельности и усиливало власть царя.
Как отметил В. Хеккель, вероятно, Калликрат был другом Птолемея I, упоминаемым Диодором Сицилийским в связи с описанием событий 310 года до н. э., когда были вынуждены покончить с собой царь Пафоса Никокл и его семья, заподозренные в связях с врагом египетского правителя — Антигоном Одноглазым, но точно установить это не представляется возможным.